# Beurré Dilly
La Beurré Dilly est une variété de poire obtenue en Belgique en 1848 par M. V. Dilly.

## Synonymes
- Beurré Delannoy
- Poire de Jollain

## Origine
La poire est d’origine belge. Elle est obtenue vers 1848, par M.V. Dilly, maréchal-ferrant, à Jollain, dans l'entité de Brunehaut, près de Tournai (Belgique).

## Arbre
Rameaux assez forts, courts, un peu coudés, brun rougeâtre, à lenticelles petites et blanchâtres.
Yeux moyens, coniques, un peu écartés du rameau.
Culture : l'arbre, greffé sur tous sujets, convient à toutes les formes ; en espalier, son fruit acquiert plus de grosseur et plus de coloris. Il prend d'assez belles dimensions sur tige où il retient bien son fruit.
Il prospère très bien dans les sols argilo-siliceux riches, bien exposés.
Ce poirier, peu sujet à la tavelure, est cultivé dans toutes les contrées de la France et doit être soumis à une taille modérée.
C'est un fruit d'amateur.

## Fruit
Le fruit est assez gros, turbiné obtus, ventru, souvent presque aussi large que haut.
L'épiderme est un peu épais, légèrement rude, jaune terne verdâtre, teinté de rouge terreux au soleil, pointillé de gris, lavé de fauve autour du pédicelle.
Son pédicelle est de moyenne longueur, assez mince, renflé à son point d'attache, arqué, implanté obliquement dans une cavité peu profonde, légèrement côtelée.
L'œil est grand, mi-ouvert ou ouvert ; inséré dans une cavité assez large, peu profonde, légèrement côtelée sur les bords.
Sa chair est blanchâtre, très légèrement verdâtre, bien fine, bien fondante, très juteuse, bien sucrée, très agréablement acidulée et parfumée à la manière de Beurré Gris.
Qualité : très bonne.
La maturité est obtenue en septembre-octobre.